# Brasovia Brasov
El Brasovia Brasov fue un equipo de fútbol de Rumania que alguna vez jugó en la Liga I, la primera división de fútbol en el país.

## Historia
Fue fundado en el año 1914 en la ciudad de Brasov del distrito de Sibiu y lograron ganar el título regional en cuatro ocasiones durante el sistema de competición regional de Rumania a inicios del siglo XX.
Fue uno de los equipos fundadores de la Liga I en 1932, lamentablemente para ellos solo hicieron un punto en 12 partidos. En la temporada de 1933/34 el club no mejoró mucho, esto porque terminaron en séptimo lugar entre 8 equipos en la primera temporada en la que se incluyó el descenso dentro del fútbol rumano.
El club pasó tres temporadas en la Liga II y desapareció al finalizar la temporada de 1936/37.

## Palmarés
- Campeonato Regional de Brasov: 4

1922/23, 1923/24, 1924/25, 1929/30